# Роман III Аргир
Роман III Аргир (Сребрни) (грч. Ρωμανός Γ΄ Αργυρός; пре 968 — 11. април 1034) је био византијски цар (1028—1034), цариградски епарх и први муж царице Зоје, ћерке Константина VIII (савладар 976 — 1025, цар 1025—1028). Припадао је цивилном племству, једној од сукобљених страна у Византији током XI века.

## Венчање са Зојом
Новембра месеца 1028. Константин VIII, цар Византије, осећајући се врло болестан, а будући уосталом стар скоро седамдесет година, сети се да је време да помишља о уређењу наследства престола. Можда ће изгледати чудновато да, као последњи мушки представник македонске династије, Константин VIII није раније помишљао да сврши један тако важан и тако нужан посао. То је зато што Константин VIII, целога живота, није никад ни на шта мислио.
Пошто није имао мушких потомака, Константин VIII је пред саму своју смрт донео одлуку да власт препусти свом најближем рођаку Роману Аргиру који је по женској линији био потомак цара Романа Лакапина као и сам умирући цар, пошто од доласка македонске династије, закон о наслеђу престола у Византији постао довољно напредан да нико не би негодовао видећи да царство прелази у женске руке, василеус је ипак увидео да у тим тешким приликама један човек не би био наодмет у двору, и он поче на брзу руку тражити за своју кћер Зоју, коју је највише волео, и која му се чинила највише створена за власт, мужа који би поред владарке имао улогу цара-супруга. Помишљао је на једног јерменског племића, који се звао Константин Даласен, и он пошље по њега. Али Константин је био на своме имању, далеко од престонице, а ствар је била хитна. Предомисливши се, цар се тада обрати, још увек, управнику Цариграда, Роману Аргиру, који је био човек из отмене породице и лепе спољашњости, мада му је било прошло шездесет година; на несрећу, он је био ожењен, волео је своју жену, а ова га је обожавала. Та тешкоћа није зауставила Константина VIII. Кад би нешто хтео, он би брзо свршавао, и налазио разлоге који не трпе поговора: Роману је дао да бира између развода и губитка вида; и да би брже преломио његов отпор, а нарочито одупирање његове жене, он нареди, чинећи се врло разјарен, да се управник одмах затвори. На ту вест, Романова жена, врло узбуђена, разумеде да она треба да се изгуби, ако хоће да спасе свога мужа; она оде у манастир, а Роман се венча са Зојом. Свадба је одржана 12. 11. 1028. године, а три дана касније Константин је умро, мирне душе препуштајући Царство Роману, Зоји и Зојиној сестри Теодори.

## Владавина

### Ратовање
Образованом Роману је способност недостајала у потпуности, пред очима су му лебдели велики историјски узори које је као прави епигон, опседнут безграничном славом, покушавао опонашати. Час је његов идеал био Марко Аурелије па би водио филозофске разговоре, шас Јустинијан те би започео градњу какве раскошне грађевине, час опет Трајан и Хадријан - па би се уображавао да је војсковођа и обожава рат, све док га озбиљан пораз, који је доживео у Сирији није донекле отрезнио. После Романа, команду је преузео изванредни војсковођа Георгије Манијакис, који се тада први пут појавио на историјској сцени. Успеси Георгијеви су крунисани освајањем Едесе, 1032. године и тако успео, још једном истакнути надмоћ Византијског царства.

### Закони
Током своје шестогодишње владавине, Роман III је укинуо низ законских одредби које су ограничавале племство, превасходно опозвавши алиленгион (додатни порез на напуштену сељачку земљу) ослободивши племство плаћања једног дела пореза односно ускративши царску благајну за већину прихода. Цар Роман, као типичан представник моћника, није ни помишљао на та да се супротстави вољи велепоседничке аристократије. Старији закони, који су моћницима забрањивали присвајање сељачких и стратиотских добара, нису додуше били службено опозвани и савесни су их поштовали још неко време ка важеће право. Али било је довољно и то што је прекинут дуги низ закона који су штитили мали посед, јер иако ни прописи прошлог века упркос својој строгоћи нису успели обуздати куповину сељачких и војничких добара, сада је све наклоњење пасивно држање владе омогућило пун развој експазионистичке моћи велепоседника моћници су победили у сваком погледу, како политички, тако и привредно. Срушена је брана коју је централна власт од 919. до 1025. године подигла против племићке похлепе за земљом. Пропаст малопоседа почела је необуздано напредовати. Велепосед је усисао сељачка и војничка добра и њихове власнике претворио у своје подложнике. Тиме је сломљена осовина благајне на коме је држава почивала моћ Византије почивала четири века, одбрамбена и порезна снага земље је почела пропадати, а осиромашење државе које је из тога произишло све је више смањивало њену војну силу.

### Зоја Порфирогенита

#### Несрећна царица
Четврт века, Зоја Порфирогенита ће испуњавати царску палату својим саблажњивим пустоловинама, а њена историја је зацело једна од најзанимљивијих које су нам сачували византијски летописи, и једна од најпознатијих. Док смо о већини владара који су се рађали у Светој Палати тако непотпуно обавештени да с тешком муком можемо насликати њихове најблеђе скице, десило се напротив да нам се Зое појављује у најјаснијој светлости. Она је заиста имала ту срећу — за нас — да њен историчар буде један од најинтелигентнијих, најзнаменитијих људи које је Византија дала: то је Михаило Псел, чија је хроника, или пре мемоари које је писао о историји свога доба, издата пре једно тридесет година.
Осредње памети, савршена незналица, Зое је, по нарави била жива, напрасита, љута. Безбрижно и лако, она је решавала о животу и смрти, брза да се одлучи, и да промени мишљење, без много логике и чврстине, и она је државне послове претресала са истом лакомисленошћу као и забаве гинекеја. Поред свога лепог изгледа, то је у главном била једна доста неспособна владарка, помало будаласта, врло сујетна, детињаста, ћудљива, превртљива, која је врло радо примала ласкања. Похвала њене лепоте доводила би је у усхићење. Уживала би да јој се говори о старости њене породице и о слави њеног стрица Василија, а још више кад јој се говори о њој самој. И за дворане је била постала забава да је варају: како нико не може да њу види а да одмах не остане као громом погођен. Много трошећи на себе, глупо издашна спрам других, она је безумно расипала новац; али понекад је умела да буде неумољива и свирепа. Као добра Византинка, најзад, била је побожна, али оном сасвим спољашњом побожношћу која гори тамјан пред иконама и пали воштанице по олтарима. А нарочито је била из основа лена. Државни послови били су јој досадни; ни женски радови нису је више занимали. Она није волела ни да везе, ни да тка, ни да преде; остајала је по читаве сате беспослена, блажена. И кад се види каква је, може се разумети да је њен стриц Василије, тако делатан, тако неуморан, њу помало презирао, мада ју је врло волео.
Та плава, мекушна и олака особа носила је уз то доста обеспокојавајуће наследство. Унука онога Романа II, који је умро млад зато што је сувише живео, и чувене и изопачене Теодоре, кћери онога забављача Константина VIII, она је имала од кога да наследи онај лепи темперамент љубавнице који ће ускоро открити. Врло горда на своју лепоту, уверена да је неодољива, бесна што је у гинекеју изгубила најлепше године своје младости, пуна незадовољеног жара, и заведена привлачношћу непознатога, она ће, са својих пуних педесет година, испуњавати варош и двор гласовима о својим пустоловииама са толико ватрености и тако мало уздржавања да су њени савременици сумњали каткад у потпуну равнотежу њенога разума.
Ожењен том женом опојном и радозналом за нова узбуђења, Роман Аргир је сматрао да је дужан себи, жени, покојном цару своме тасту и државним разлозима да што пре да царевини наследника. И овде већ треба да упутим читаоца Пселу, да ту види каквим су се средствима — час магијиским час физиолошким, — каквом зналачком комбинацијом разних масти, трљања и амајлија, Роман и Зоја трудили да остваре своју жељу. Али, на том послу, цар се брзо досети да он има шездесет година, што је много, и да царица има педесет, што је сувише; и одуставши од своје жене, и од државних разлога, он се задовољио да управља монархијом. Роман је својој супруги укинуо новчана средства.

#### Зоја упознаје Михаила
То није ишло у рачун госпођи. Јако увређена, прво у своме поносу, што је тако одбачена, Зоја је била незадовољна још из других разлога, који немају никаква посла са самољубљем и са државним разлозима; уз то,. као да је ишао да преврши меру. Роману је, у исто време кад ју је напустио, пало на ум да одједном обузда њене луде трошкове. Помамљена, и осећајући више но икад привлачност пустоловина, Зое је тражила утехе, и без муке је нашла. Она је одликовала Константина, који је на двору вршио дужност великога телохранитеља, а за њим другог једног Константина, из велике породице Мономаха, кога је његово сродство с царем увело у двор. Обојица су јој се допала за тренутак због своје лепоте, љупкости, младости; али та је милост мало трајала. Ускоро Зоја утврди свој избор на другом једном љубавнику. Међу пријатељима Романа III био је један евнух, по имену Јован, човек уман, искварен, и у великој милости код цара. Тај Јован је имао једнога брата, који се звао Михаило, младић необичне лепоте, жива ока, бела лица, господског стаса, чију заводничку и неодољиву драж савремени песници сложно хвале. Јован га представи двору; он се допаде цару, који га узе себи у службу; он се још више допаде царици, код које се одмах разбукта велика страст. И „како је она“, каже Псел, „била неспособна да заповеда својим жељама“, Није се смирила док јој лепи Михаило није вратио љубав.
Онда се у двору одиграла једна врло занимљива комедија, коју је Псел испричао не без нешто заједљивости. Пре је Зоја из свег срца мрзела сељачког сина из Пафлагоније, изузетно способног, али и потпуно бескрупулозног човека, који је заправо повлачио конце интриге евнуха и монаха Јована Орфанотрофа; сад, да би имала прилике да говори о ономе кога је волела, она га је љубазно предусретала, звала га себи, и казала му да каже своме брату да ће, кадгод се пријави, наићи на леп дочек код своје владарке. Младић, који није разумео ту наглу и необичну благонаклоност, долазио је код Зоје на подворење, доста збуњена изгледа, узбуђена и поцрвенела лица. Али га је царица храбрила; она му се љубазно смешила, ублажавала је за његову љубав строгост своје страшне обрве, чак му је издалека напомињала своја осећања спрам њега.

#### Михаило као царичин љубавник
Михаило, кога је брат упућивао, најзад, разумеде. Он постаде дрзак; од нежних покрета он пређе на пољупце; ускоро, он се још више осмели, „мање занесен“, можда вели безобразно Псел, „дражима те госпође мало више зреле него поласкаи у своме поносу славом једне царске пустоловине“. Зоја, врло озбиљно занета, показала се врло необазрива. Виђали су је како пред светом љуби свога милосника, како седа с њиме на исту софу. Природно, уживала је да свога љубимца кити као каквог идола, покривала га је накитом и сјајним оделом, и обасипала скупоценим поклонима. Још више: једнога дана паде јој на ум да га посади на сам царски престо, с круном на глави и скиптром у руци, и прибијајући се уз њега, тепала му је најнежнијим именима:
Идоле мој, лепи цвете мој, радости мојих очију, утехо моје душе.
Један од дворских људи, који случајно уђе, умало не паде у несвест пред тим неочекиваним призором; али Зоја, не бунећи се, заповеди му да клекне пред ноге Михаилове изјавивши:
Он је отсад, он ће једнога дана заиста бити цар.
Цео је двор знао за везу Михаила и Зоје. Једини Роман није, наравно, ништа опажао. Неколико његових пријатеља, и сестра му Пулхерија, која је мрзела царицу мислили су да треба да му отворе очи. Али цар није хтео ништа да верује: и како је то био више доброћудан владар, он се задовољио што је позвао Михаила у свој кабинет и питао га шта је истина од целе те историје. Овај је тврдио да је он невина жртва гнусних клевета; и василеус, убеђен, заволи га још више него пре. Да би му показао своје поверење, он је дотле ишао да га је увео у приватни живот царске одаје; у вече, кад би лежао у постељи поред Зоја, звао је младога човека код постеље и молио га да му трља ноге. Један мало одвише чедан хроничар каже:
Је ли вероватно да му се никад није десило да радећи то не додирне василисине ноге?
Роман се није много бринуо о томе; тај цар није био љубоморан муж.
А било је још нешто што га је сасвим умирило, ако је то било потребно. Лепи Михаило патио је од једне врло непријатне болести: имао је наступе падавице. Владар је потом изјавио:
Заиста, такав један човек не може да воли ни да буде вољен.
Ипак, с временом, Роман није више могао сумњати у своју несрећу; али, будући филозоф, више је волео да до краја ништа не види. Он је познавао Зое; знао је да се, ако јој одузме Михаила, излаже опасности да је баци у нове многобројније пустоловине, и сматрајући да је за царско достојанство боља једна једина и трајна веза него читав низ видних скандала, он систематски затвори очи пред очевидношћу. Пселос каже:
И веза царичина би отворено објављена, и изгледало је да је добила снагу закона.

## Смрт
Међутим, Роман се на очиглед мењао. Није више јео, рђаво је спавао; нарав му се променила. Постао је напрасит, љут, непријатан; није се више: смејао, сумњао је у свакога, љутио се за сваку ситницу; нарочито је жалосно опадао. Он је упорно хтео да савесно врши своју царску дужност; али под тим лепим парадним оделом он је изгледао као мртвац, измучена лица, жуте боје, кратког и задиханог даха; коса му је опадала и остављала широке празнине. Изгледа да су Михаило и Зое давали несрећном цару, који им је ипак врло мало сметао, неки спори отров који је требало да их ослободи његовог досадног присуства. Али ствар још није ишла довољно брзо по жељи заљубљене царице. Зато, како је на велики четвртак ујутру 11. 04. 1034. године цар отишао у купатило, у тренутку кад је, по обичају, загњурио главу у воду басена, неколико упућених слугу задржаше му је у том положају мало дуже но што би требало; извукоше га из воде онесвешћеног и три четврти угушеног. Однеше га у постељу; једва је дисао; није више могао да говори; међутим, дошавши себи, још је тражио да знацима изрази своју вољу. Али видећи да га не разумеју, он тужно затвори очи, и после кратког ропца, издахну. Зоја се, у тим приликама, није чак ни потрудила да сакрије своја осећања. Дотрчавши, на прву вест о несрећи, у царску собу, да би се сама уверила у каквом се стању налази њен муж, она није сматрала за потребно да присуствује његовом последњом часу. Имала је пречих брига.
Зоја је мислила само на једну ствар: да осигура царство Михаилу. Узалуд су је дворски људи,. стари службеници њенога оца Константина, опомињали да промисли мало, да своју руку да само најдостојнијем, нарочито да се сувише не потчињава своме новоме супругу. Она је мислила само на свога љубазника. С друге стране, евнух Јован, лукав политичар, журио ју је да се што брже реши и говорио је:
Ми смо сви пропали ако се оклева.
Не чекајући дакле више, исте ноћи, између великог четвртка и петка, Зоја позва Михаила у двор; она му даде да обуче царско одело, метну му круну на главу, посади га на престо, седе поред њега, и заповеди свима присутнима да га признају за законитог владара. Патријарх, позват усред ноћи, журно дотрча. Мислио је да ће наићи на Романа; наместо њега он нађе у великом златном Триклинијуму Зоја и Михаила у свечаном оделу, и царица му затражи да без одлагања благослови њено венчање са новим василеусом. Првосвештеник се устезао: да би га приволели, начинише му богат поклон од педесет ливара у злату, и обећаше исту толику суму за његове свештенике: пред тим доказима он се приклони и послуша. Сутрадан ујутру, буде позван и Сенат да ода своје поштовање новом господару и да учини последње почасти дојучерашњем. И док су Романа III, који се није могао познати и био већ у распадању, односили, по обичају, откривена лица, — Псел, који је видео пратњу, дао је о томе призору слику са поражавајућим реализмом, — у Светој Палати великодостојници су понизно клечали пред Михаилом и љубили руку срећноме скоројевићу. Зоја није употребила ни двадесет п четири сата да постане удовица и да се преуда.
Романа III на престолу наслеђује Зојин млади љубавник Михајло (IV) (1034—1041), односно de facto Јован Орфанотроф за време чије владавине се наставило слабљење Византије.